# 나츠야키 미야비
나츠야키 미야비(일본어: 夏焼雅 나쓰야키 미야비[*], 1992년 8월 25일~ )는 지바현 출생, 사이타마현 출신의 여성 아이돌 가수이다. 타이야키 타베타노 난데? 멤버이다. 연예사무소 업프런트 크리에이트(업프런트 그룹) 소속. 개인활동중인 후지에 레이나의 친척 언니이다. 동방신기와 동방신기의 최강창민의 팬이다.

## 활동
헬로! 프로젝트 전체, 헬로! 프로젝트 키즈 전체, 각 소속 유닛 전체의 활동은 각 항목을 참조할 것.

### TV 프로그램
- 후지모토 미키 '부기 트레인 `03'의 백댄서로 테레비아사히 계열에서 방송하는 음악 프로그램 뮤직 스테이션 출연.
- 제54회 NHK 홍백가합전에서 마츠우라 아야의 '네~에?'의 백댄서로 출연.
- 미소녀일기III
- 무스메 도큐! 접촉 체험, 쿠키・아이스크림 만들기 (2005년 5월 26일 - 27일, 6월 15일 - 17일, 테레비도쿄)
- 베리큐! (2008년 3월 13일 - 10월 3일, 테레비도쿄)
- 요로센! (2008년 10월 6일 - 2009년 3월 27일, 테레비도쿄)
- 미녀방담 (2009년 7월 23일 · 30일, 테레비도쿄)

### 라디오
- 통쾌! 베리즈 왕국 (2009년 7월 3일 - 2012년 3월 30일, 스카이퍼펙(SKY PerfecTV!))
- 폭야~BAKUNAI (2013년 4월 3일 - 2015년 2월 25일, RF라디오닛폰)

### 인터넷
- GREEN ROOM (2015년 4월 30일 - 2016년 1월 21일, YouTube) - 레귤러 MC
- Girls Night Out (2016년 1월 28일 - 2017년 3월 30일, Youtube) - 레귤러 MC
- M-line Music (2021년 8월 6일 - , Youtube) - 레귤러 MC

### 영화
- 강아지 단 이야기 (2002년 12월 14일, 도에이) - 다나카 아이 역
- Promise Land ~ 클로버즈의 대모험 ~ (2004년 7월 17일 - 9월 5일, 후지테레비 오다이바 모험왕 2004에서)
- 고멘나사이 (2011년 10월 29일)
- 왕게임 (2011년 12월 17일, BS-TBS)

### 콘서트 · 라이브
합동
- M-line Special 2021 ~Make a Wish!~ (2021년 8월 15일, NHK 오사카 홀, 2회 공연 · 29일, 마츠시타 IMP홀, 2회 공연 · 9월 26일, Zepp Osaka Bayside, 2회 공연 · 10월 3일, 메구로 퍼시몬 홀, 2회 공연 · 10일, 마사토 시 문화회관, 2회 공연 · 11월 14일, NHK 오사카 홀, 2회 공연 · 23일, 삿포로 쿄사이 홀, 2회 공연 · 28일, 야마구치 KDD 이신 홀, 2회 공연 · 11일, Zepp 도쿄, 2회 공연 · 25일, 일본 특수도업 시민회관 빌리지홀, 2회 공연)
- M-line Special 2022 ~My Wish~ (2022년 2월 13일, 마츠시타 IMP 홀, 2회 공연 · 23일, 메구로 퍼시몬 홀, 2회 공연 · 3월 5일, 후쿠오카 시민 문화회관 중홀, 2회 공연 · 19일, 일본 특수도업 시민회관 빌리지홀, 2회 공연 · 21일, 히로시마 JMS 아스테르 플라자 대홀, 2회 공연 · 4월 9일, KT Zepp 요코하마, 2회 공연 · 24일, 하치오지 시 예술문화회관 이치죠 홀, 2회 공연 · 29일, 메구로 퍼시몬 홀, 2회 공연 · 6월 4일, 토다 시 문화회관, 2회 공연 · 18일, 센다이 GIGS, 2회 공연 · 7월 31일, 일본 특수도업 시민회관 빌리지홀, 2회 공연 · 8월 14일, 타워 홀 후나보리 대홀, 2회 공연 · 28일, 삿포로 쿄사이 홀, 2회 공연 · 9월 25일, 토다 시 시민회관, 2회 공연 · 10월 2일, NHK 오사카 홀, 2회 공연 · 10일(정기), 나고야 시민회관, 2회 공연 · 10월 16일, 요코하마 랜드마크 홀, 2회 공연 · 11월 13일, Zepp Haneda, 2회 공연 · 23일, 센다이 GIGS, 2회 공연 · 4월 14일, 나카노 ZERO 대홀, 2회 공연)
- M-line Special 2023 ~Magical Wish~ (2023년 2월 26일, 센다이 GIGS, 2회 공연 · 3월 21일, 요코하마 랜드마크 홀, 1회 공연 · 5월 13일, 우라야스 시 문화회관 대홀, 2회 공연 · 6월 17일, 토다 시 문화회관, 2회 공연 · 7월 6일, 메구로 퍼시몬 홀, 1회 공연 · 26일, 오오타 구민 홀 어플리코 대홀, 1회 공연 · 8월 6일, 덴키 빌 미라이 홀, 2회 공연 · 10월 8일, 나고야 CLUB QUATTRO, 2회 공연 · 9일, 교토 FANJ, 2회 공연 · 27일, 메구로 퍼시몬 홀, 1회 공연 · 11월 3일, 히로시마 CLUB QUATTRO, 2회 공연 · 4일, 오카야마 CRAZYMAMA KINGDOM, 2회 공연 · 23일, 고리야마 Hip Shot Japan, 2회 공연 · 12월 5일, 나카노 ZERO 대홀, 1회 공연 · 24일, 센다이 GIGS, 2회 공연)
- M-line Special 2024 ~Many well wishes~ (2024년 2월 4일, 요코하마 Bay Hall, 2회 공연 · 3월 9일, 히로시마 LIVE VANQUISH, 2회 공연 · 10일, 오카야마 CRAZYMAMA KINGDOM, 2회 공연 · 16일, 후쿠오카 DRUM LOGOS, 2회 공연 · 17일, 쿠마모토 B.9V1, 2회 공연 · 4월 6일, 아오모리 Quarter, 2회 공연 · 7일, 고리야마 Hip Shot Japan, 2회 공연 · 5월 26일, 요코하마 Bay Hall, 2회 공연) - 게스트로서 출연.

### 사진집
- MIYABI~나츠야키 미야비 퍼스트 솔로 사진집 (2007년 5월 31일, 카도카와그룹퍼블리싱) ISBN 978-4-04-894494-6
- GLOW~나츠야키 미야비 세컨드 솔로 사진집 (2013년 11월 15일, 와니북스)

### DVD
- NATURAL & COOL (2011년 3월 20일)
- "나츠야키 미야비 사진집「GLOW」" 메이킹 DVD ~특별편집편~ (2014년 1월 16일)

### 무대
- 어른의 보리차 제19번째 공연「B·B ~bumpy buddy~」(2012년 5월 9일 - 15일, 키노쿠니야 홀)

## 참가 유닛
- 타이야키 타베타노 난데? (2021년 - )